# Belgijsko-luksemburška gospodarska unija
Belgijsko-luksemburška gospodarska unija (nizozemsko: Belgisch-Luxemburgse Economische Unie, francosko: Union économique belgo-luxembourgeoise, luksemburško: Belsch-Lëtzebuerger Wirtschaftsunioun), skrajšano BLEU ali UEBL, je gospodarska unija med Belgijo in Luksemburgom, dvema državama Beneluksa.
BLEU je bil ustanovljen s pogodbo, podpisano 25. julija 1921, kljub referendumu proti takemu predlogu, med Belgijo in Luksemburgom, veljati pa je začel po ratifikaciji luksemburške poslanske zbornice 22. decembra 1922. V skladu s pogoji pogodbe je bila gospodarska meja odpravljena, belgijski in luksemburški frank pa sta bili določeni na fiksni pariteti (čeprav popravljeni v letih 1935 in 1944), s katero sta vzpostavila monetarno unijo, ki je obstajala do uvedbe evra. Prvotna pogodba je trajala petdeset let in je potekla leta 1972; to je bilo podaljšano za deset let leta 1982 in ponovno leta 1992. 18. decembra 2002 sta državi in tri regije Belgije podpisali novo konvencijo.
Velja za predhodnico Beneluksa, ki je bila leta 1944 z Londonsko carinsko konvencijo ustanovljena kot carinska unija Beneluksa in vključuje tudi Nizozemsko. Medtem ko je Beneluks in kasneje Evropska unija številne cilje evropskega zakona o enotni ekonomski zakonodaji vključila v svoje stališče, je še vedno pomembno, da lahko odloča o natančnejših ukrepih kot te organizacije. Statistični podatki o mednarodni trgovini so bili za BLEU na voljo samo kot združeni subjekti do leta 1999, ko so pravila Evropske skupnosti zahtevala deljene informacije.